# Maffie
Maffie byl hlavní orgán českého domácího odboje během první světové války. Řídil zpravodajskou a konspirační činnost, předávání informací a udržoval spojení se zahraniční sekcí. Její činnosti se účastnilo přes 200 osob. Název Maffie byl zvolen podle sicilské organizace známé jako mafie. Členové organizace se nazývali maffisté.

## Historie
Původ názvu pochází z redakce časopisu Čas, kde mezi skupinou redaktorů vznikl tento název ještě před první světovou válkou. Po odjezdu profesora T. G. Masaryka do zahraničí v prosinci 1914 byl utvořen domácí výbor, nazvaný „Maffie“. Jejím účelem byla od začátku podpora zahraničních akcí T. G. Masaryka. Maffie stála na důsledně protirakouských a prodohodových pozicích. V březnu 1915 se ustavilo její předsednictvo: Edvard Beneš, Karel Kramář, Alois Rašín, Josef Scheiner a Přemysl Šámal.

### Zatýkání

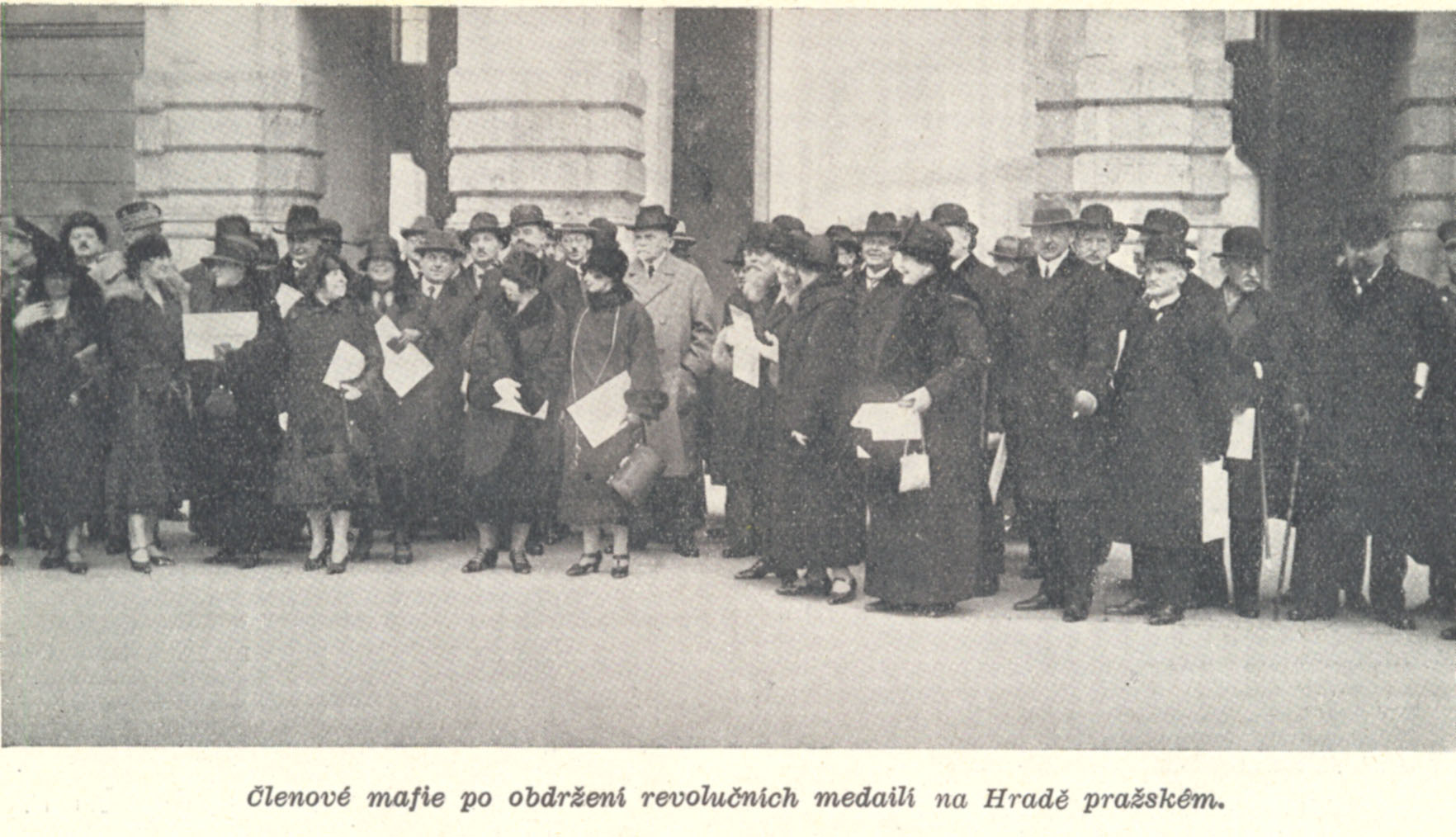
Členové Maffie v roce 1918

V září 1915 se po nucené emigraci Edvarda Beneše stal vedoucím maffie Přemysl Šámal. V tomto roce byl zatčen Karel Kramář. Starosta České obce sokolské Josef Scheiner patřil mezi zakládající členy Maffie a k jeho zatčení došlo 21. května 1915. Společně s Kramářem ho eskortovali do vyšetřovací vazby ve Vídni. Důvodem jeho zatčení byla činnost ve slovanofilských organizacích, udržované kontakty ve slovanských zemích a USA, dále také aféra se sokolskými legitimacemi, které měli sokolové na ruské frontě u sebe. Scheiner byl 21. července 1915 pro nedostatek důkazů propuštěn. Jeho obvinění bylo také jedním z důvodů, proč byla činnost České obce sokolské 24. listopadu 1915 zastavena. Kramář byl v roce 1916 rakouským soudem odsouzen za velezradu a vyzvědačství k trestu smrti. Tento trest mu císař František Josef I. v listopadu 1916 změnil na doživotí. Po jeho smrti následník trůnu císař Karel I., který uplatňoval vůči Slovanům přátelskou politiku, všechny odsouzené v tomto procesu amnestoval a v roce 1917 byl Kramář propuštěn na svobodu. Ve stejném procesu byl souzen i další člen Maffie, novinář a ekonom Alois Rašín.

### Spolupráce
Činnost Maffie byla v průběhu první světové války propojena s činností Československé národní rady (vznikla v roce 1916 v Paříži), ke konci války také s činností Národního výboru československého, který byl ustaven v červnu 1918. Pro předávání důležitých vzkazů vytvořili tzv. Alarm - síť telefonistů, cyklistů a běžců. Pro spojení domácího odboje s odbojem zahraničním působili tajní kurýři. Jedním z nich byla slavná operní pěvkyně Ema Destinnová. V září 1918 se Maffie připravovala na nekrvavý vojenský převrat a na následné převzetí moci.